# Delkristallin struktur
Ett ämne med delkristallin struktur har till viss del en kristallin struktur medan en del av ämnet är amorft, det vill säga är utan en ordnad kristallstruktur. Kristallisationsgraden anger hur stor andel av ämnet som föreligger i kristallin form.
Många delkristallina material hör till polymerkemins område. Vanliga delkristallina polymerer är polyeten och polypropen, där den förstnämnda bara klarar att kristallisera till 90%.